# Elle Fanning
Mary Elle Fanning (Conyers (Georgia), 9 april 1998) is een Amerikaans actrice.

## Carrière
Fanning is de jongere zus van actrice Dakota Fanning. Ze speelde als 2-jarige en 3-jarige de jongere versie van haar zus in de miniserie Taken en de film I Am Sam. Op 4-jarige leeftijd speelde ze haar eerste rol onafhankelijk van haar zus in de film Daddy Day Care.
Als tiener kreeg ze belangrijke rollen in films zoals in Super 8 (2011), We Bought a Zoo (2011), Maleficent (2014), Trumbo (2015), en de hoofdrol in The Neon Demon (2016). Als jong volwassene blinkt ze in de, drama- roman. All the Bright Places (2020).

## Filmografie
- 2001: I Am Sam
- 2003: Daddy Day Care
- 2004: The Door in the Floor
- 2005: Because of Winn-Dixie
- 2006: I Want Someone to Eat Cheese With
- 2006: Déjà Vu
- 2006: The Lost Room
- 2006: Babel
- 2006: Charlotte's Web
- 2007: The Nines
- 2007: Day 73 with Sarah
- 2007: Reservation Road
- 2008: Nutcracker: The Untold Story
- 2008: Hurricane Mary
- 2008: Gideon's Gift
- 2008: The Curious Case of Benjamin Button
- 2009: Phoebe in Wonderland
- 2010: Somewhere
- 2011: Super 8
- 2011: We Bought a Zoo
- 2012: Ginger & Rosa
- 2014: Maleficent
- 2014: Young Ones
- 2014: Low Down
- 2014: The Boxtrolls
- 2015: Trumbo
- 2015: About Ray
- 2016: The Neon Demon
- 2016: 20th Century Women
- 2016: Ballerina (stem)
- 2016: Live by Night
- 2017: The Vanishing of Sidney Hall
- 2017: The Beguiled
- 2017: How to Talk to Girls at Parties
- 2017: Mary Shelley
- 2018: I Think We're Alone Now
- 2018: Galveston
- 2018: Teen Spirit
- 2019: A Rainy Day in New York
- 2019: Maleficent: Mistress of Evil
- 2020: All the Bright Places
- 2020: The Roads Not Taken
- 2024: A Complete Unknown
- 2025: Affeksjonsverdi